# Kłopotowo (Lubusz)
Pour les articles homonymes, voir Kłopotowo.
Kłopotowo (prononciation : [kwɔpɔˈtɔvɔ]) est un village polonais de la gmina de Witnica dans le powiat de Gorzów de la voïvodie de Lubusz dans l'ouest de la Pologne.
Il se situe à environ 7 kilomètres au sud de Witnica (siège de la gmina) et 28 kilomètres au sud-ouest de Gorzów Wielkopolski (siège du powiat).

## Histoire
Avant 1945, ce village était sur le territoire allemand (voir Évolution territoriale de la Pologne).
De 1975 à 1998, le village appartenait administrativement à la voïvodie de Gorzów.

Depuis 1999, il appartient administrativement à la voïvodie de Lubusz.